# Gazelle FA
Die Gazelle Football Academy de Garoua, auch bekannt als Gazelle FA, ist ein kamerunischer Fußballverein aus Garoua in der Nord-Provinz. Aktuell spielt der Verein in der ersten Liga, der Première Division.

## Stadion
Der Verein trägt seine Heimspiele im Stade Roumdé Adjia in Garoua aus. Das Stadion hat ein Fassungsvermögen von 25.000 Personen.